# Microsoft Producer for PowerPoint
Producer for PowerPoint （プロデューサー・フォア・パワーポイント）は、マイクロソフトが開発しているソフトウェア。

## 概要
Microsoft Office PowerPointで作成されたプレゼンテーションスライドと、音声・動画など他のメディアファイルを組み合わせて、Webサイト上で閲覧しやすい形式に編集するための、オーサリングツールの一つ。

## External Links
- Producer for PowerPoint
- Microsoft Office 公式サイト
- Microsoft Office PowerPoint ウェブサイト

| スタブアイコン | サブスタブ | この項目は、まだ閲覧者の調べものの参照としては役立たない、コンピュータに関連した書きかけの項目です。この項目を加筆・訂正などしてくださる協力者を求めています（P:コンピュータ）。 |